# 关山 (播音员)
关山（1934年-2020年11月11日），天津人，原名丁威，著名播音员，天津师范大学播音主持专业创办者，新中国成立后首批5位播音指导之一，与上海的陈醇并称“南陈北关”，毕业于天津财经学校。

## 生平
从天津财经学校毕业后，被分配至天津土产进出口公司从事对外贸易工作；1955年，获得天津市第一届职工业余朗诵比赛一等奖；1956年8月1日，被调入天津人民广播电台，成为当时台里唯一的男播音员。2020年，“西湖诗会”特别策划“战疫：声音的力量”中朗诵《致敬钟南山》与《致敬武汉志愿者》。2020年11月11日下午14时20分逝世，享年86岁。